# William Herbert Bixby

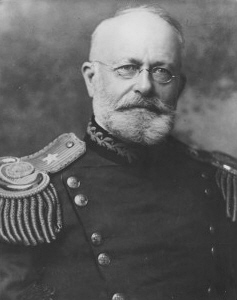
William Herbert Bixby

William Herbert Bixby (* 27. Dezember 1849 in Charlestown, heute ein Stadtteil von Boston, Massachusetts; † 29. September 1928 in Washington, D.C.) war ein Brigadegeneral der United States Army. Er war unter anderem Kommandeur des United States Army Corps of Engineers (COE).
William Bixby war ein Sohn von Clark Smith Bixby und dessen Frau Elizabeth Clark. Er besuchte die öffentlichen Schulen seiner Heimat. In den Jahren 1869 bis 1873 durchlief er die United States Military Academy in West Point. Nach seiner Graduation wurde er als Leutnant den Pionieren (Engineers) zugeteilt. In der Armee durchlief er anschließend alle Offiziersränge vom Leutnant bis zum Brigadegeneral.
In seinen jüngeren Jahren absolvierte er den für Offiziere in den niederen Rangstufen üblichen Dienst in verschiedenen Pioniereinheiten und Standorten in den Vereinigten Staaten. Als Pionier (Engineer) gehörten der Hochwasserschutz, der Ausbau von Hafenanlagen, deren militärische Verteidigungseinrichtungen, Flussregulierungen sowie der Bau von Schleusen und Stauwerken, Kanälen und Leuchttürmen zu seinem Aufgabenbereich.
Zwischen Oktober 1873 und August 1875 war Bixby bei einem Pionierbataillon in Willets Point bei New York City stationiert. Danach war er bis Ende August 1879 Dozent für Pionierangelegenheiten an der Militärakademie West Point. Danach unternahm er bis Juli 1882 eine dienstliche Europareise und besuchte unter anderem die französische Pionierschule Ecole des ponts et chaussées. Außerdem nahm er an Manövern der französischen Armee teil, wofür er mit dem Orden der Ehrenlegion ausgezeichnet wurde.
Nach seiner Rückreise in die Vereinigten Staaten kehrte Bixby zunächst zu seinem alten Pionierbataillon in Willets Point zurück, wo er von Juli 1882 bis Juli 1883 eine Kompanie befehligte. In jenen Jahren verfasste er auch einen Bericht über seine während der Europareise erworbenen Erkenntnisse. In den Jahren 1884 bis 1891 leitete Bixby den Pionierbezirk von Wilmington, North Carolina, zu dem auch Gebiete in South Carolina gehörten. Während dieser Zeit musste er sich auch mit den Folgen eines Erdbebens in der Stadt Charleston befassen. Außerdem war mit dem Ausbau des Cape Fear Rivers und den Küstenbefestigungsanlagen in seinem Bezirk betraut.
Zwischen August 1891 und September 1895 kommandierte Bixby den Pionierbezirk in Newport in Rhode Island, der Teile der Bundesstaaten Massachusetts und Connecticut sowie den Staat Rode Island umfasste. Anschließend war er bis 1897 in Philadelphia stationiert, wo er den 4th Lighthouse District befehligte. Daran schloss sich eine Versetzung nach Cincinnati an, wo er bis 1902 den dortigen Pionierbezirk leitete. Zu seinen Aufgaben zählten unter anderem die Überwachung des Ohio Rivers und seiner Nebenflüsse hinsichtlich des Hochwasserschutzes und die Betreuung der Hafenanlagen. Danach war er von Januar 1902 bis März 1904 in gleicher Funktion im Pionierbezirk um Detroit tätig.
Nach einer kurzen krankheitsbedingten Pause übernahm William Bixby im Jahr 1905 den Oberbefehl über die Pioniereinheiten im Bezirk um Chicago. Damit war das Kommando über die Northwest Division des COE verbunden. Diese Stellung behielt er bis zum Jahr 1908. Ab 1908 war Bixby Präsident der Mississippi River Commission. Zuvor war er bereits Mitglied zahlreicher anderer Kommissionen im Pionierbereich.
Im Juni 1910 erhielt Bixby als Nachfolger von William Louis Marshall das Kommando über das gesamt COE. Dieses Kommando bekleidete er bis zum 11. August des Jahres 1913. Nachdem er sein Kommando an seinen Nachfolger William Trent Rossell übergeben hatte, ging er in den Ruhestand.
1912 wurde Bixby in die American Academy of Arts and Sciences gewählt.
Nach dem Eintritt der Vereinigten Staaten in den Ersten Weltkrieg wurde Bixby im Jahr 1917, wie auch viele andere kürzlich pensionierte Offiziere, in den aktiven Dienst zurückgerufen und im Inland eingesetzt. Hintergrund war ein kriegsbedingter Personalengpass bei Offizieren. Nach seiner Reaktivierung erhielt Bixby das Kommando über die Western Division des COE, die große Teile des Mittleren Westens der USA umfasste. Außerdem war er in den Jahren 1917 und 1918 nochmals Präsident der Mississippi River Commission. Nach dem Krieg verabschiedete sich Bixby endgültig in den Ruhestand.
Er verbrachte seinen Lebensabend in der Bundeshauptstadt Washington D.C. wo er sich unter anderem im Army and Navy Club und im Cosmos Club engagierte. Der seit 1893 mit Lidy Hamilton Rogers verheiratete Offizier starb am 29. September 1928 und wurde auf dem amerikanischen Nationalfriedhof Arlington beigesetzt.